# 바닐라 유니티
바닐라 유니티(Vanilla Unity)는 대한민국의 록 밴드이다. 2004년 결성되어 결성 쌈지 사운드 페스티벌에서 숨은 고수로 발탁되었다. 그 밖에, K-Rock Championship에서도 3위인 특별상을 수상하였다. 2005년 락 전문 레이블 gom ent와 전속계약을 체결하였고, 2006년 정규 1집 앨범을 냈다. 2008년 정규 2집 앨범을 내고 2009년 1월 몇몇 멤버의 군입대문제로 마지막 고별공연을 갖고 잠정적인 해체를 하였으나 2010년 리더 이승주로 인해 다시 멤버를 재정비하고 재결합하여 활동에 돌입하였다. 2011년 9월 정규 3집 앨범을 냈다. 하지만 2012년 10월 팀 내부 사정으로 두 번째 잠정적인 해체를 하였다.
하지만, 2013년 9월, 바닐라 유니티의 신곡 '느낄수 있니'의 출시로 재결합 가능성을 시사했다.

## 구성원

### 해체 직전 멤버
- 이승주 - 보컬
- 장지미 - 기타
- Nick(이요한) - 베이스
- 조대민 - 기타
- 김웅환 - 드럼

### 이전 멤버
- 김영훈 - 기타
- 김민선 - 베이스
- 조성준 - 드럼
- 김정만 - 기타
- 이정학 - 기타
- 최현진 - 드럼 (바세린 멤버, 서태지밴드 객원멤버)
- 김민성 - 드럼 (라이브)

## 앨범
- 1집 - Love (※ 특이사항 : 'Tomorrow'가 MBC 드라마 '궁'에 삽입되었다.)
  - 1. 안개꽃
  - 2. Something & More
  - 3. 내가 널 어떻게 잊어(타이틀곡)
  - 4. Crying On
  - 5. Tomorrow
  - 6. Understand
  - 7. Hero
  - 8. Sorry 2
  - 9. Crave
  - 10. Singing Sun
  - 11. Sorry (타이틀곡)
  - 12. Trust Me

- 싱글 - Tomorrow (new edit)
  - 1. Tomorrow New Edit (feat. 신우석)
  - 2. 6월의 노래 (Song Of June)

- 1.5집 - farewell & tonight
  - CD1
    - 1. 좋아좋아 (live)
    - 2. Tomorrow(live)
    - 3. 내가 널 어떻게 잊어 (live)
    - 4. Hero (live)
    - 5. Crave (live)
    - 6. 너와 함께 (special ver.)
    - 7. 좋아좋아 (MR)

  - special MV : 내가 널 어떻게 잊어 / Tomorrow / Hero
  - CD2
    - 1. 안녕 내사랑
    - 2. Dreamer
    - 3. 어느 산골 소년의 사랑 이야기

- 2집 - Commonplace
  - 1. A Merry Go Round
  - 2. Mr.Joo
  - 3. If <시간탐험대>
  - 4. 하늘바람
  - 5. Into The Wild
  - 6. 어른아이
  - 7. Anybody
  - 8. Long Distance Love
  - 9. 회색반지
  - 10. 별
  - 11. Question & ?
  - 12. Lily

- 디지털싱글 - Hey! Monster
  - 1. Hey! Monster
  - 2. Be The One

- 3집 - We are rising
  - 1. hope
  - 2. can't believe
  - 3. 세상을 흔들어
  - 4. kelly
  - 5. 난 너와 함께
  - 6. hey monster remix
  - 7. 우리 이제는
  - 8. been here all time
  - 9. 당신의 그늘 속에서
  - 10. be the one remix
  - 11. city
  - 12. stay on these roads